# هایکاز ژامکوچیان
هایکاز گئورگی ژامکوچیان (ارمنی: Հայկազ Գևորգի Ժամկոչյան؛  زادهٔ ۱۰ اکتبر ۱۹۰۹ - درگذشته ۴ مارس ۱۹۸۱) یک مورخ اهل ارمنستان بود.

## زندگی‌نامه
در ۱۰ اکتبر ۱۹۰۹ در ملطیه به دنیا آمد و از دانشگاه دولتی علوم پرورشی خاچاطور آبوویان ارمنستان (۱۹۳۱) دانشگاه دولتی ایروان (۱۹۳۵) فارغ‌التحصیل شد. وی در دانشگاه دولتی ایروان فعالیت می‌کرد.  وی همچنین برنده دانشمند شایسته ارمنستان شوروی (۱۹۷۰) شده است. وی در ۴ مارس ۱۹۸۱ در سن ۷۱ سالگی در ایروان درگذشت.

## یادداشت
1. ↑  պատմական գիտությունների թեկնածու